# ازگیل ژاپنی (سرده)
ازگیل ژاپنی (نام علمی: Eriobotrya) نام یک سرده از زیرخانواده آمیگدالوئیده است.

## نگارخانه

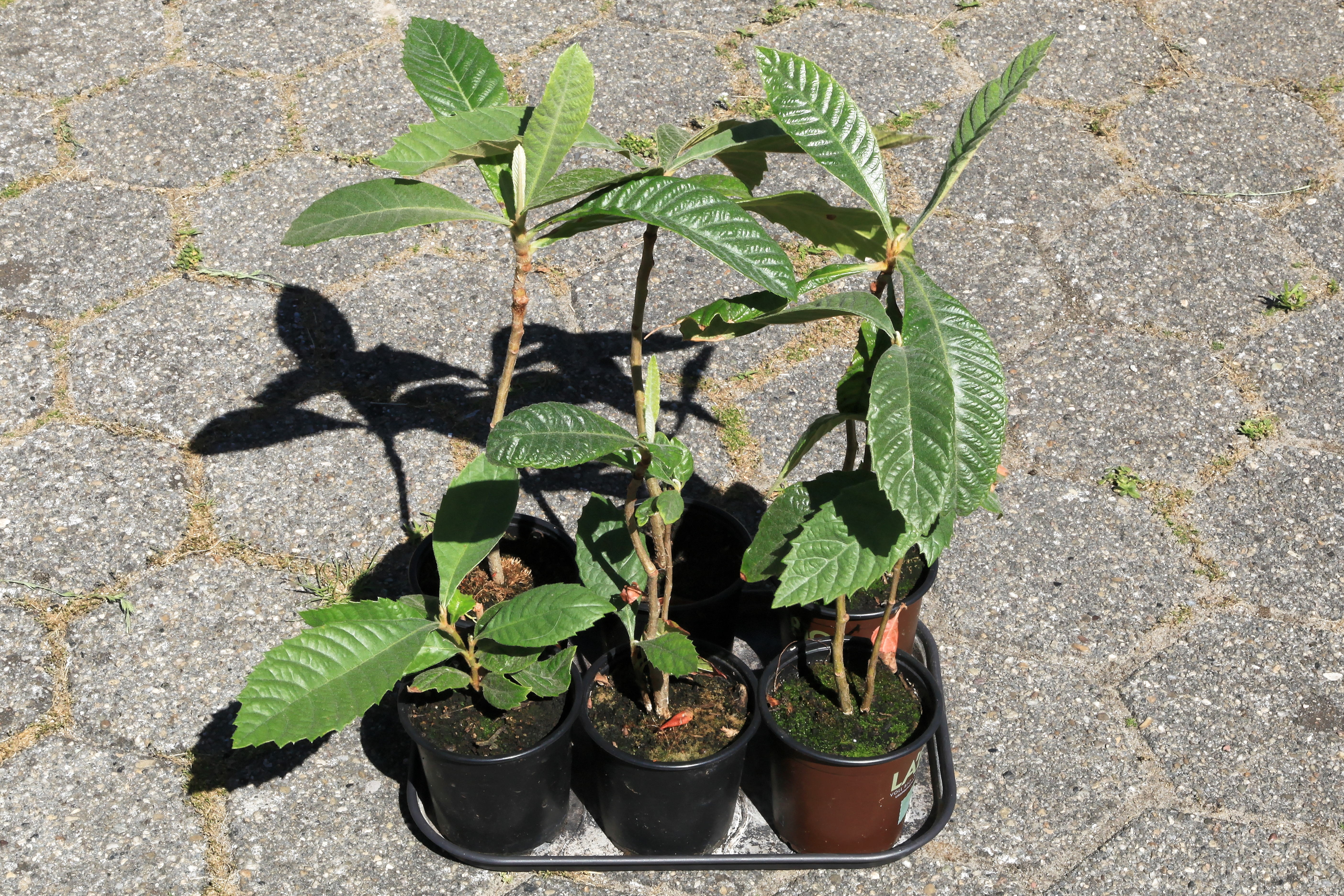
گیاه ازگیل ژاپنی در گلدان
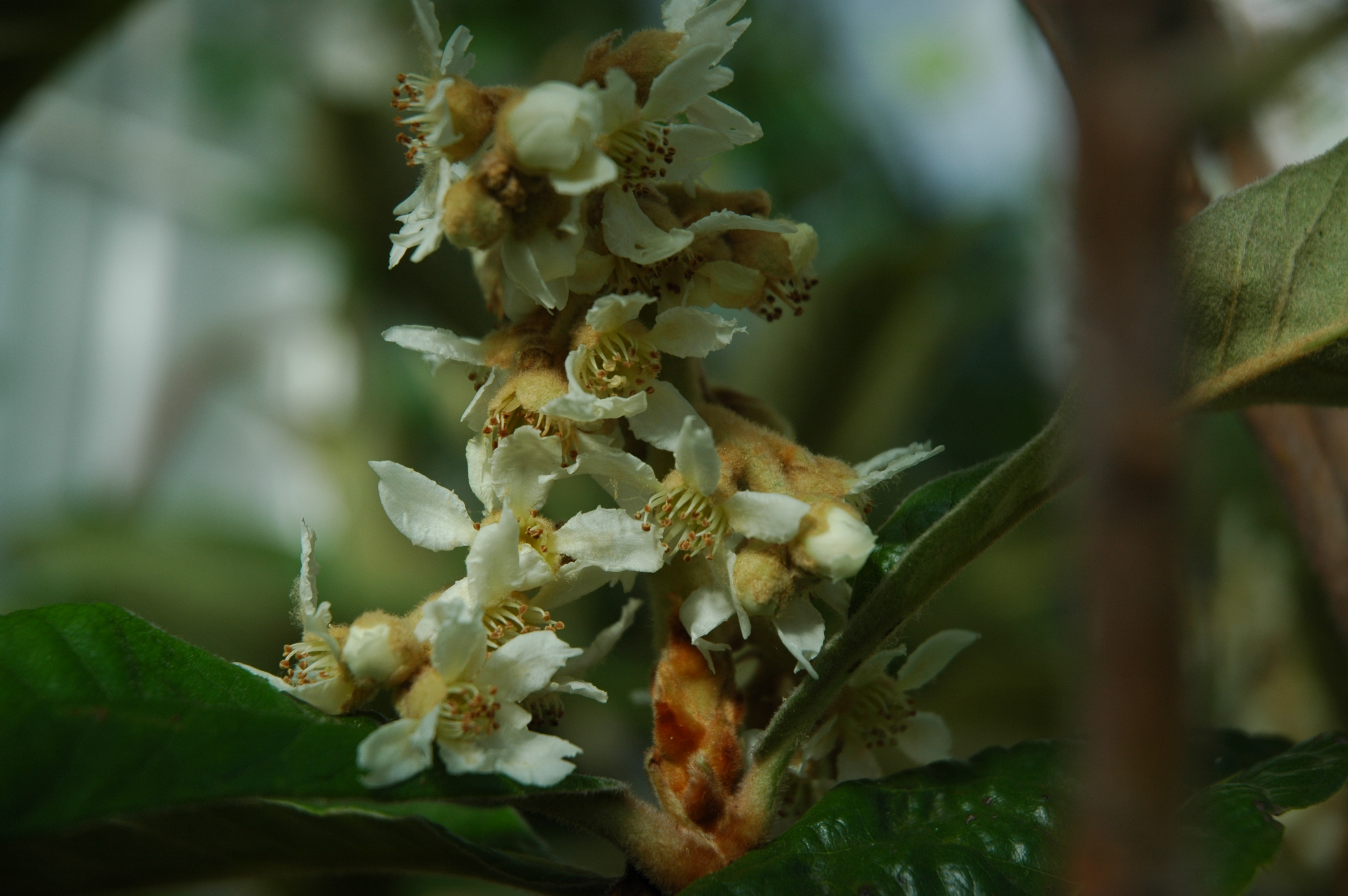
شکوفه ازگیل ژاپنی
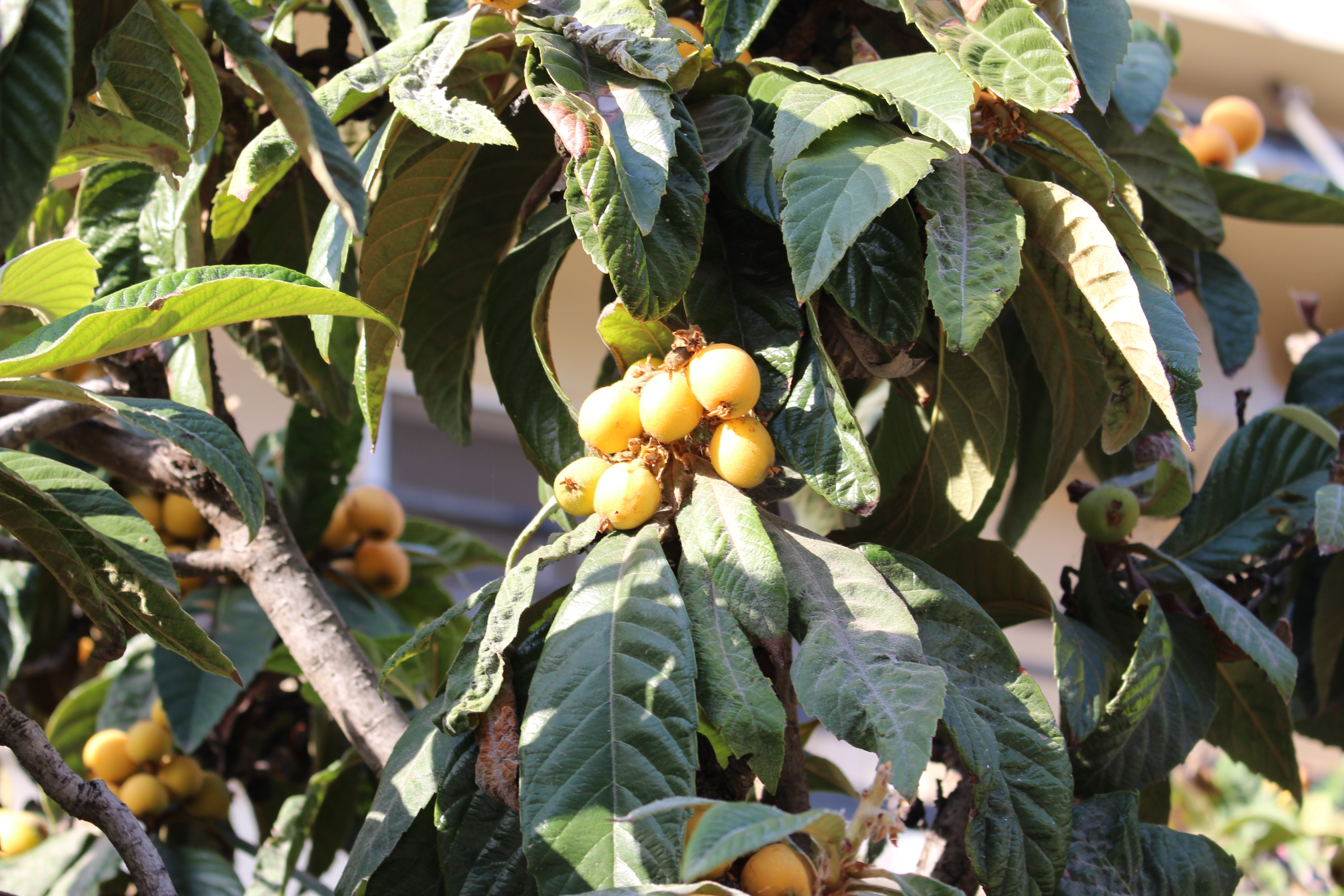
میوه ازگیل  ژاپنی
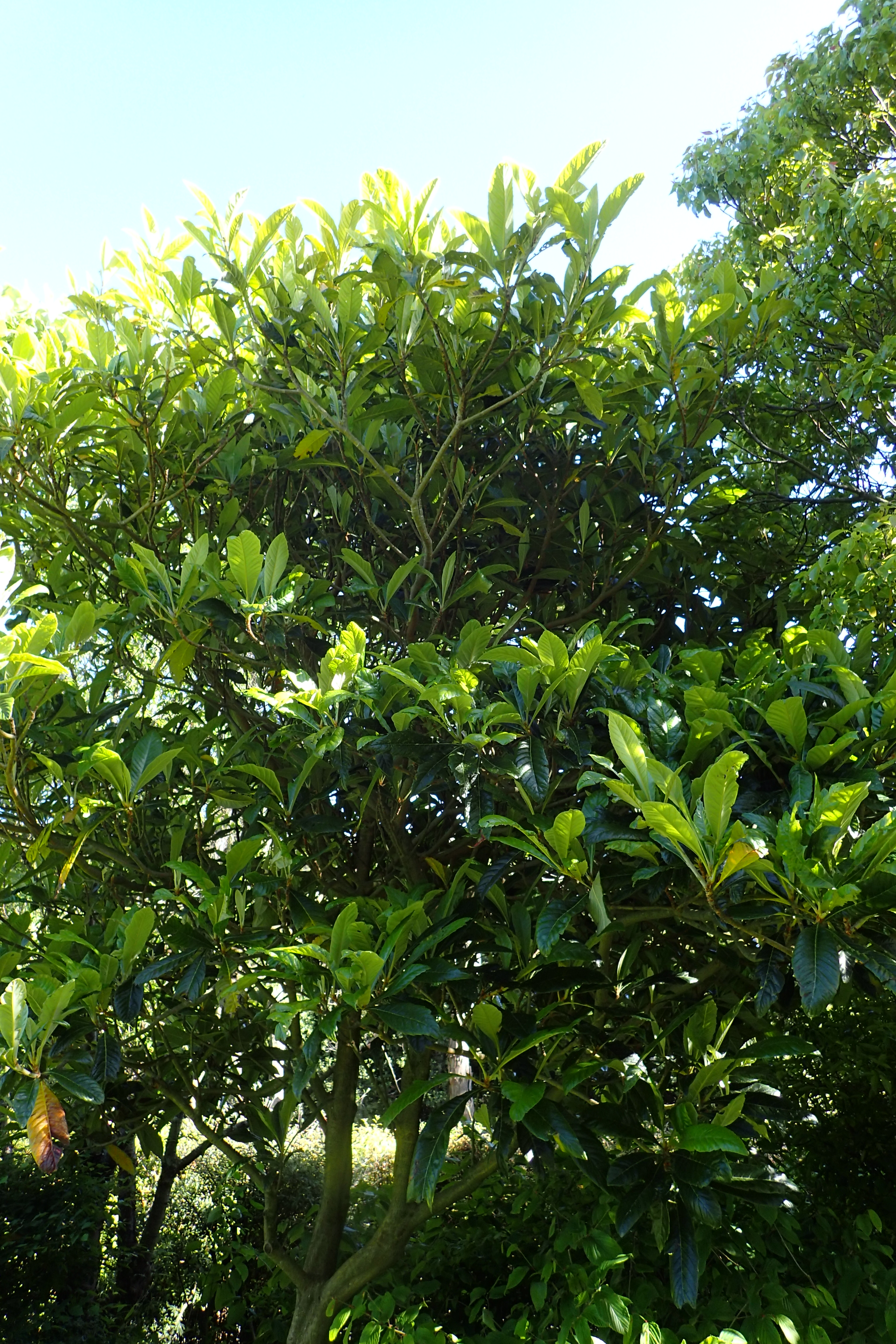
درخت ازگیل  ژاپنی